# Methone (Gattin des Poias)
Methone (altgriechisch Μεθώνη Methṓnē) ist in der griechischen Mythologie die Gattin des Argonauten und Königs Poias von Meliboia in Thessalien.
Methone ist mit Poias die Mutter von Philoktetes, der vor Troja den Prinzen Paris tötete.